# Carl Höyer
Carol (Carl) Thor Höyer, även känd under namnen Carl Thor Högh (Höger, Högde och Höije) (zur, von der), död 1676, var en svensk målare.
Höyer var i tjänst hos Carl Carlsson Gyllenhielm 1635, 1643 och 1645. Han fick av Gyllenhielm understöd för att kunna förkovra sig i målning för åldermannen i målarämbetet Jacob Elbfas Han blev mästarsven 1642 och sedermera kunglig amiralitetsmålare och konterfejare. Tillsammans med Johan Georg Philip skrev han 1659 ett kontrakt om målning av tavlor för Tyska kyrkan i Stockholm. Många av dessa målningar finns fortfarande bevarade i kyrkans nedre läktare.